# Glovo
Glovo (joc de cuvinte: „globo” în spaniolă înseamnă „balon”) este un start up spaniol fondat în Barcelona, Spania în 2015. Este un serviciu de curierat la cerere care achiziționează, ridică și livrează produse comandate prin aplicația sa mobilă. Aspiră să fie o aplicație de stil de viață cu mai multe categorii, livrarea de alimente fiind cea mai populară ofertă. Compania a fost fondată de Oscar Pierre și Sacha Michaud.

## Legături externe
- Site web oficial